# Neue St.-Laurentius-Kirche (Rösenbeck)

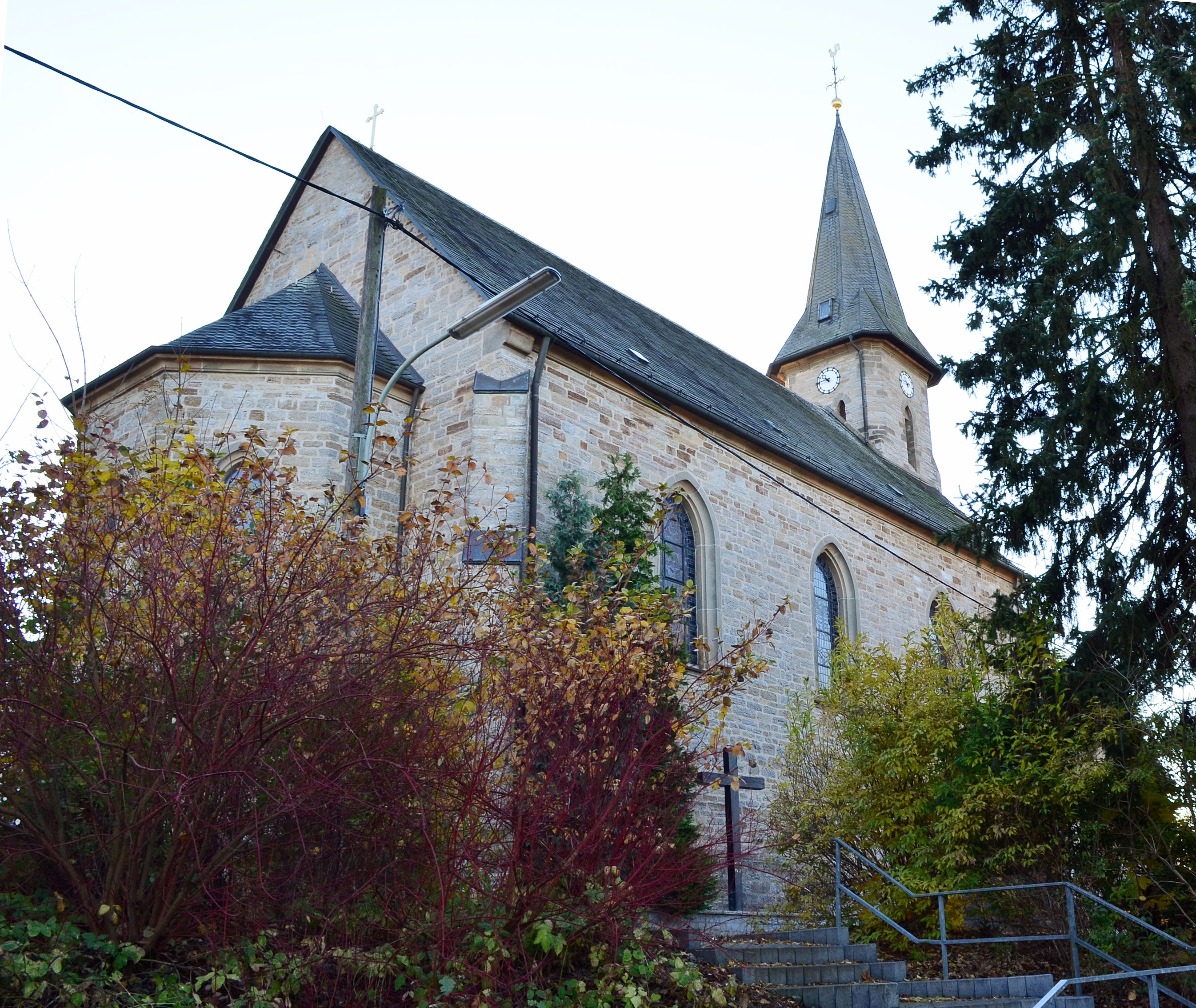
Kirche St. Laurentius

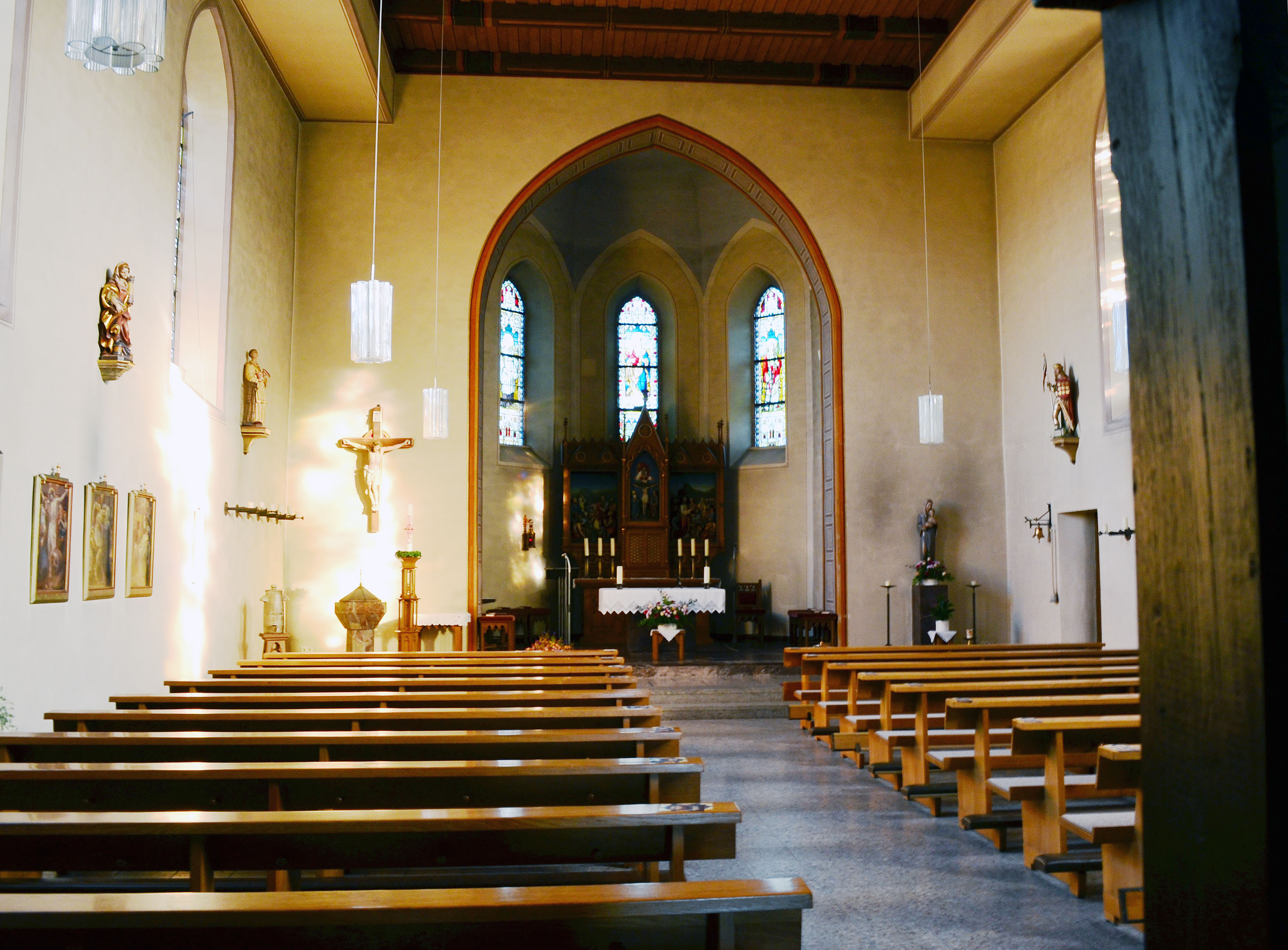
Blick durch den Altarraum

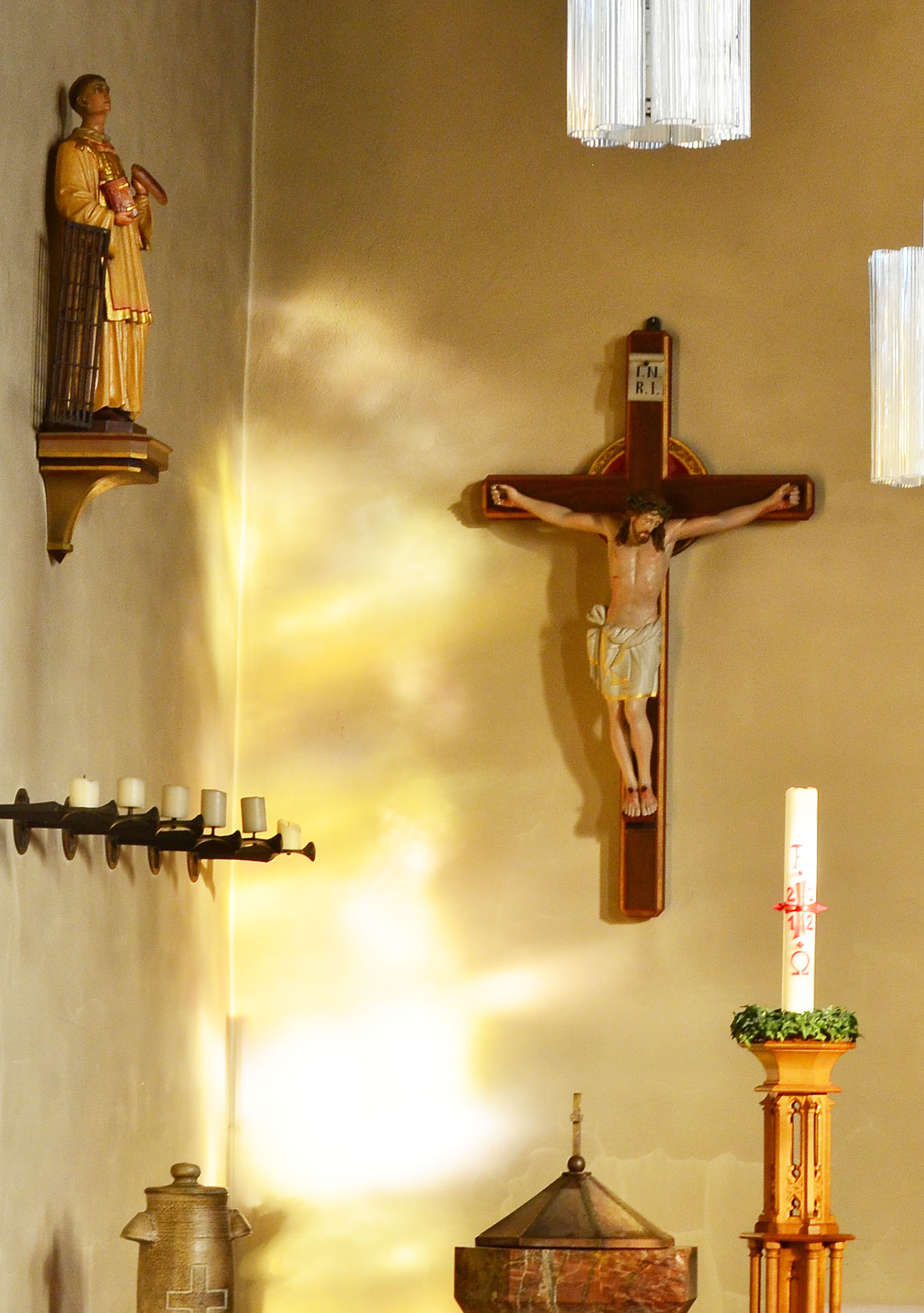
Heiliger Laurentius und Kruzifix

Die neue St.-Laurentius-Kirche ist eine katholische Kirche in Rösenbeck, einem Ortsteil von Brilon im Hochsauerlandkreis (Nordrhein-Westfalen).

## Geschichte und Architektur
Erste Pläne für die neugotische Kirche wurden 1848 angefertigt. An den Bischof von Paderborn wurde um 1850 ein Antrag für den Neubau gestellt. Aus den Resten der verstaatlichten Stiftungen des Klosters Bredelar wurden 5000 Thaler gezahlt. Rösenbeck war vorher teilweise Lehen von Bredelar. Die Genehmigung aus Paderborn wurde erteilt. Am 18. Dezember 1854 wurde die Kirche vom Landdechant Caspari und sechs Priestern im Auftrag des Bischofs Drepper geweiht. 1890 wurde der Altarraum verkürzt und die Sakristei wurde hinter den Altar verlegt. Der Marienaltar sowie der Herz-Jesu-Altar wurden 1909 gestiftet. Neue Glocken wurden 1929 angeschafft. 1948 wurde der Hochaltar, eine Kreuzigungsgruppe mit Maria und Johannes angeschafft. Eine neue Orgel wurde 1949 gekauft. Der Altarraum wurde 1953 der beim Zweiten Vatikanischen Konzil geänderten Liturgie angepasst. Das Schiff ist 21 m lang und 12 m breit, die Innenhöhe beträgt 9 m, der Dachfirst ist 16 m hoch. Die Apsis ist 5 × 7 m groß. Der Turm hat ein Grundmaß von 4 × 4 m, eine Höhe von 18 m, darüber ist ein 11 m hoher Helm. Der Altartisch hat eine Ausrichtung zur Gemeinde. Der Aufbau ist neugotisch. Er stammt ursprünglich aus der Kirche in Dortmund-Oespel. In der Mitte ist ein Gnadenstuhl zu sehen, links sind Manna und Wasser, rechts das Brotwunder. Nach einer grundlegenden Renovierung wurde die Kirche im Dezember 1997 wiedereröffnet.

## Kirchturm
Der Kirchturm wurde von 1882 bis 1886 errichtet. Die erste Glocke stammte noch aus der alten Laurentiuskirche, die 1856 abgerissen wurde. Von Wilhelm Schröder wurden 1900 drei weitere Glocken gestiftet. Diese wurden im Ersten Weltkrieg eingeschmolzen.

## Ursprüngliche Einrichtung
Von einem Tischler aus Thülen wurden die Kirchenbänke gefertigt. Hochaltar, Beichtstuhl und Kommunionbank waren im neugotischen Stil gehalten. Die Orgel wurde aus Hinterpommern gekauft, sie hatte neun Register. 1910 wurde die Orgel renoviert.

### Sonstige Ausstattungsstücke
- Ein Kreuzweg mit 14 Stationen wurde 1950 vom Rösenbecker Künstler Franz Kaup gefertigt.
- Eine Kreuzigungsgruppe mit Jesus, Maria und Johannes.
- Ein Sängerchor an der Südwand.
- Maria mit Kind und Josef mit Säge und Winkelmaß aus hellbrauner Eiche von 1949.
- Schule der Papen von 1730
- Der heilige Laurentius mit Rost, Evangelienbuch und Brot von 1900.
- Die heilige Barbara mit Turm, Bibel und Grubenlampe.
- Antonius von Padua mit Bibel und Jesuskind.
- Der heilige Isidor mit Spaten, Pflug und Korngarbe.
- Elisabeth von Thüringen
- Die Glocken werden Laurentius, Bernardine, Agatha und Isidor genannt. Sie wurden 1946 von Junker in Brilon gegossen. Sie werden über eine elektrische Läuteanlage betrieben. Tonfolge ist fis'-a'-h'-cis''.

## Ansichten

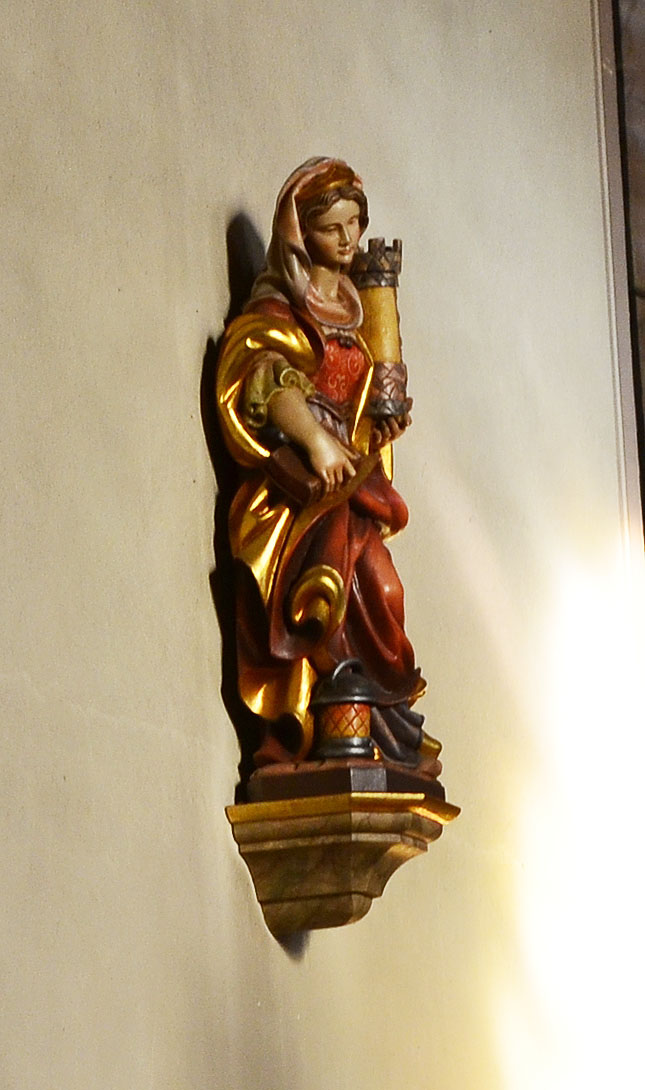
Figur der Hl. Barbara
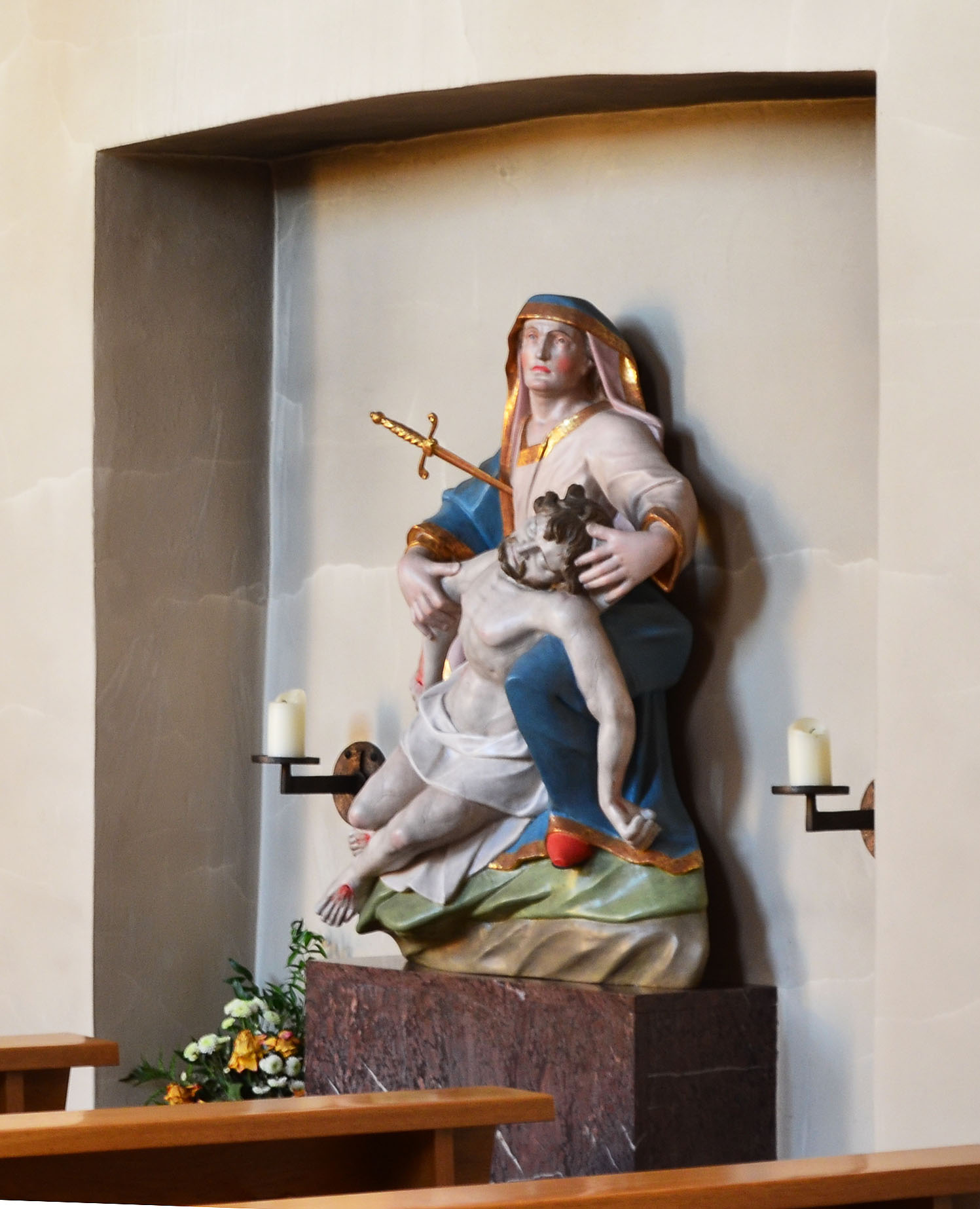
Die Pietà
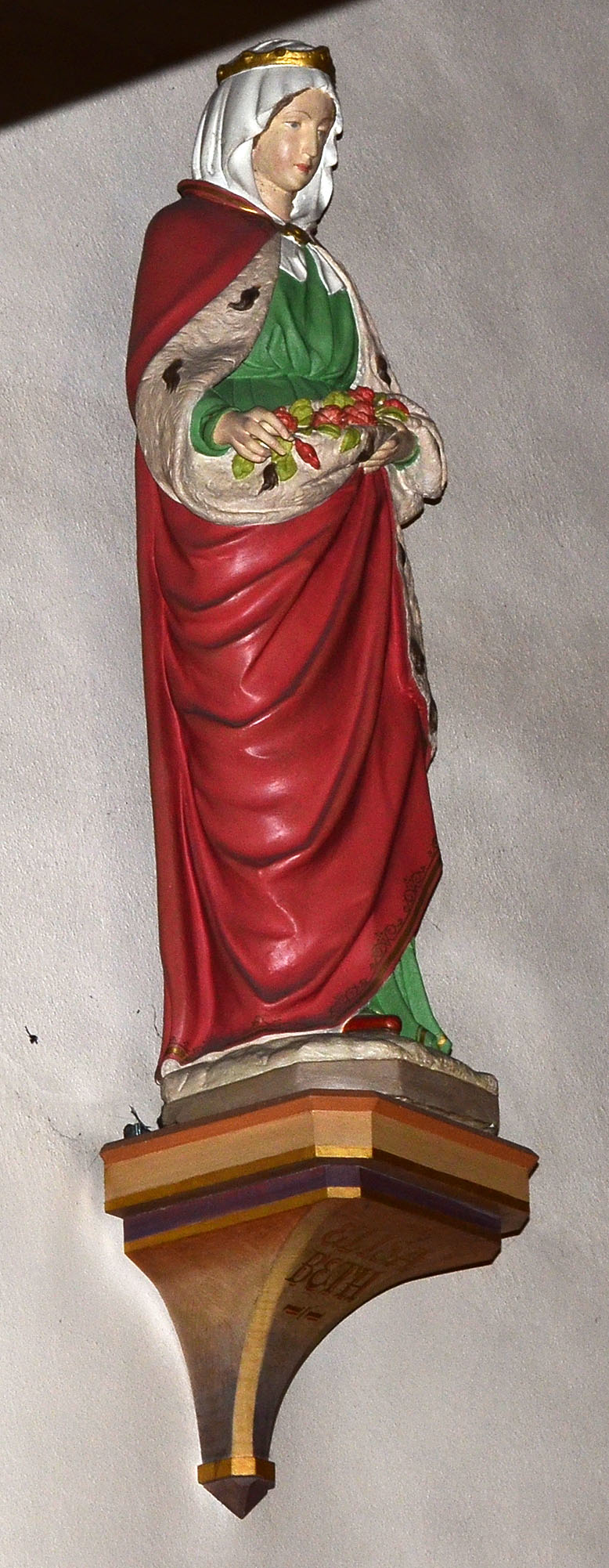
Figur der Hl. Elisabeth
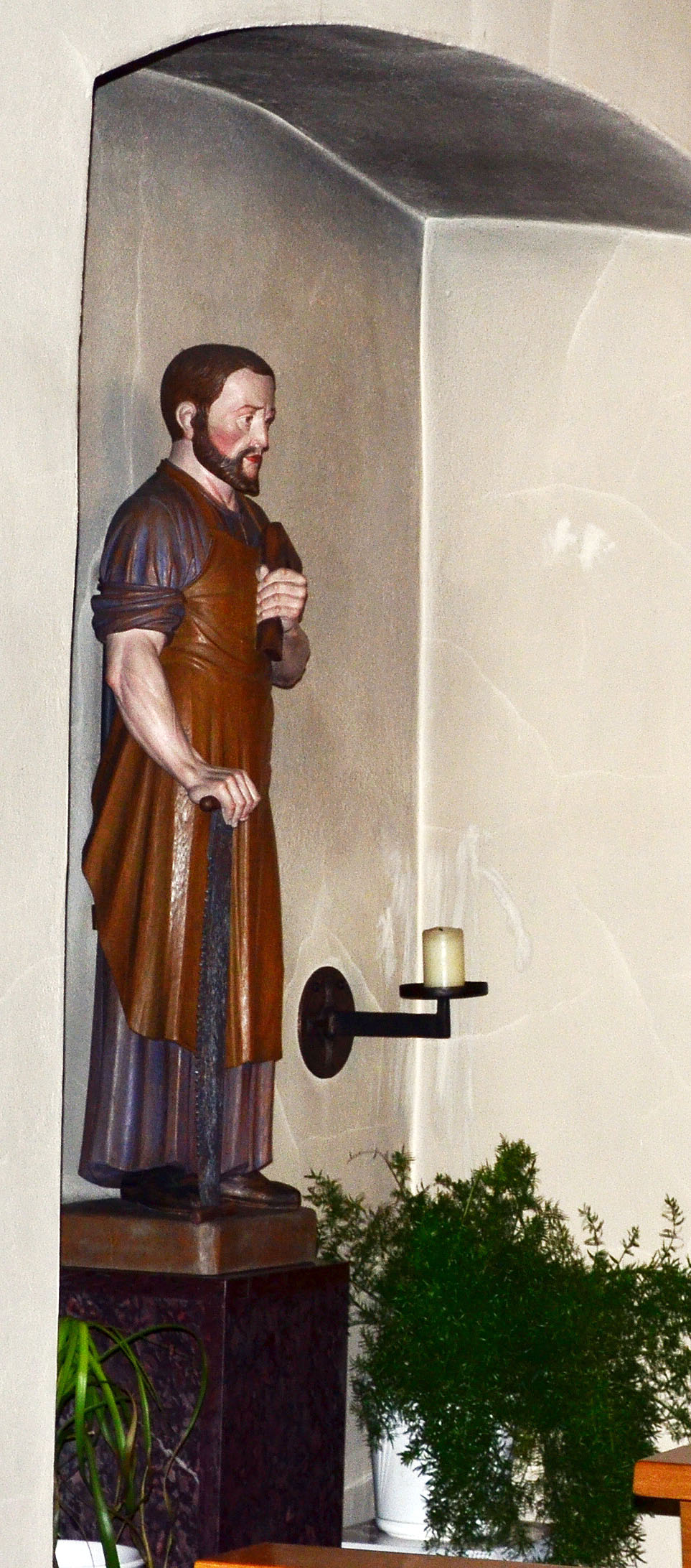
Figur des Hl. Josef
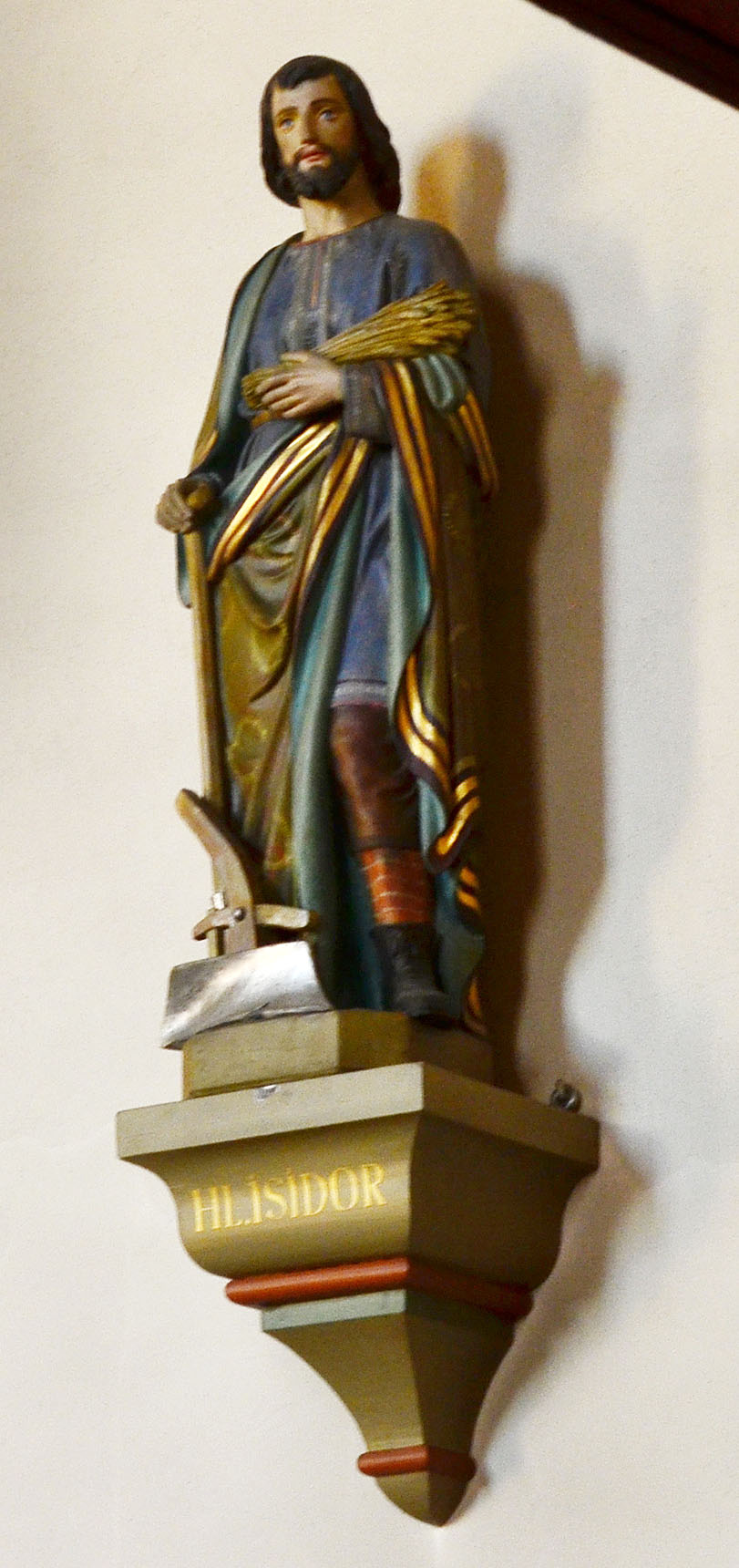
Figur des Hl. Isidor